# 101 Dalmatiërs (tekenfilmserie)
101 Dalmatiërs (originele title 101 Dalmatians: The Series) is een Amerikaanse animatieserie uit 1997, gebaseerd op de gelijknamige Disneyfilm uit 1961 en de live-action film uit 1996. De serie telt 65 afleveringen.
De serie is in nagesynchroniseerde vorm te zien op Disney Channel en in België op Ketnet.

## Opzet
In de serie wonen Roger en Anita met hun honden in een huis op het platteland. Centraal in de serie staan drie van de 99 puppy's: Lucky (de tv-expert en leider), Rolly (een puppy die alleen maar aan eten denkt), en hun zusje Floppy (de kleinste maar mogelijk ook slimste van de 99 puppy's). De drie worden bijgestaan door Spot, een kip die graag een hond wil zijn.
De antagonisten in de serie zijn net als in de film Cruella de Vil en haar handlangers Jasper en Horace. Cruella zit onder andere nog steeds achter de puppy's aan, maar houdt zich nu ook bezig met andere smerige zaakjes om rijk te worden.
Bekende gezichten uit de films zoals Anita, Rodger, Pongo en Perdita doen mee in de serie, evenals nieuwe personages zoals familieleden van Cruella.

## Uitzendingen
De serie droeg aanvankelijk de werktitel Dalmatians 101.
De serie debuteerde op 1 september 1997 op het Disney Afternoon-programmablok. De serie werd ook opgepikt door ABC's One Saturday Morning. Andere zenders die de serie hebben uitgezonden zijn Disney Channel en Toon Disney.
De personages uit de serie hebben ook allemaal gastrollen gehad in de serie Mickey's Club.

## Connecties met de films
De serie vertoont elementen van zowel de live-action film als de animatiefilm. Karakters uit beide films hebben gastrollen of cameo's in de serie. De serie is echter geen direct vervolg op een van beide films. Zo speelt de serie zich bijvoorbeeld af in de Verenigde Staten, en de films in Engeland. De originele animatiefilm speelt zich bovendien af in de jaren 60 van de 20e eeuw, en de animatieserie zich in de jaren 90.

## Stemmen
| Rol            | Engelse stem     | Nederlandse stem      |
| -------------- | ---------------- | --------------------- |
| Lucky          | Pamela Adlon     | Laura Vlasblom        |
| Floppy         | Kath Soucie      | Lottie Hellingman     |
| Rolly          | Kath Soucie      | Jody Pijper           |
| Spot           | Tara Strong      | Lottie Hellingman     |
| Cruella Devil  | April Winchell   | Beatrijs Sluijter     |
| Roger Dearly   | Jeff Bennett     | Stan Limburg          |
| Anita Dearly   | Kath Soucie      | Tuffie Vos            |
| Kokkie         | Charlotte Rae    | Maria Lindes          |
| Pongo          | Kevin Schon      | Marcel Maas           |
| Perdita        | Pam Dawber       | Beatrijs Sluijter     |
| Sergeant Tibbs | Jeff Bennett     | Olaf Wijnants         |
| Kolonel        | Jim Cummings     | Hero Muller           |
| Luitenant Puk  | Jeff Bennett     | Just Meijer           |
| Horace         | David L. Lander  | Rudi Falkenhagen      |
| Jasper         | Michael McKean   | Paul van Gorcum       |
| Ed Zwijn       | Jim Cummings     | Hero Muller           |
| Prinses        | Cree Summer      | Lucie de Lange        |
| Freule         | ?                | Maria Lindes          |
| Vlek           | Justin Shenkarow | Patty Paff            |
| Propje         | ?                | Laura Vlasblom        |
| Schaaf         | ?                | Reinder van der Naalt |
| Superwoef      | Frank Welker     | Jan Anne Drenth       |